# 马坝站
马坝站位于中国廣東省韶關市曲江區马坝镇，有京广铁路经过。车站于1915年启用，目前为中国铁路广州局集团广州车务段管理的三等站。目前不办理客运业务，货运办理整车货物到发。

## 概况

### 站场设施
马坝站站场呈东北—西南走向，站房设于线路右侧。车站建有基本站台1座、中间站台1座，无雨棚设施；共有13条股道：其中到发线7条、调车线4条、牵出线2条。
车站站场东侧并列设置有韶关钢铁厂韶钢工业站，并于上下行咽喉设置联络线与马坝站相连。站场东侧上行端另设有连接韶钢厂内铁路系统的联络线，下行端设有大宝山铁矿专用线和东海石油化工专用线。

### 历史
- 1915年，车站始建
- 1988年，车站设施改造[4]
- 2007年，停止办理客运业务[5]

### 周边
- 曲江人民医院
- 曲江区人民法院
- 大转盘（公交站）